# Odeon (platenlabel)

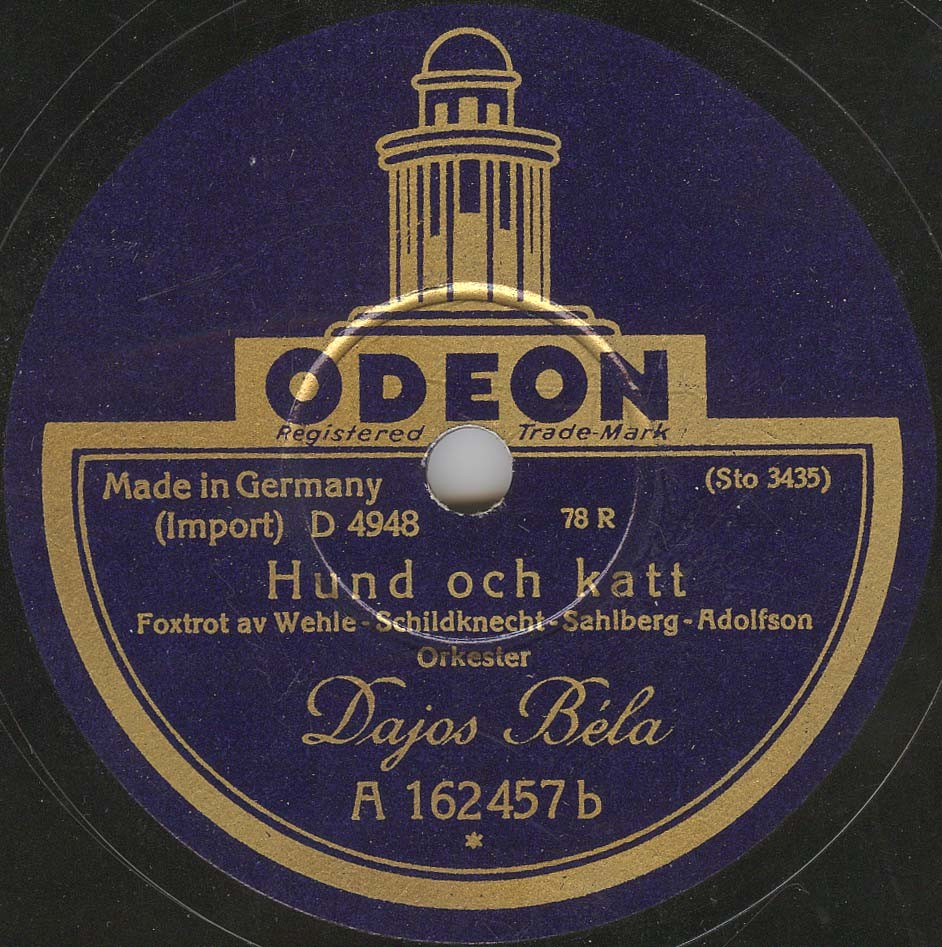
Platenlabel van Odeon Records

Odeon was een Duits platenlabel opgericht door Max Strauss en Heinrich Zunz in Berlijn. Het was vernoemd naar het beroemde theater Odéon in Parijs, dat zelf terugverwijst naar het oude Griekse Odeion. De classicistische koepel van het gebouw staat op de labels van de platenmaatschappij.
In 1904 introduceerde Odeon de dubbelzijdige grammofoonplaat. Tot dan toe werden platen slechts aan een van beide kanten bedrukt.
Odeon werd deel van de Carl Lindstrom Company, die ook de labels van Beka Records, Parlophone en Fonotipia onder zijn hoede had. Lindstrom werd in 1926 overgenomen door de Engelse Columbia Graphophone Company. In maart 1931 fuseerde Columbia met Electrola, His Master's Voice en andere labels tot Electric and Musical Industries Ltd. oftewel EMI.
In 1936 was de directeur van de Odeon-tak gedwongen af te treden en met pensioen te gaan. Hij werd vervangen door Dr Kepler, een nazipartijlid. In 1939 werden Odeon en Electrola onder het toezicht geplaatst van een partijfunctionaris. Toen het Rode Leger in 1945 Berlijn veroverde, vernietigden de Russische soldaten het grootste deel van de Odeonfabriek. Na 1945 bleef de naam Odeon in gebruik voor platen op de markt in westelijk Afrika. In Spanje, Argentinië en Brazilië handhaafde Odeon zich als eigennaam binnen EMI tot aan het einde van het tijdperk van de grammofoonplaat. Het doek viel hier ten slotte in het midden van de jaren tachtig.
In sommige landen werden de meeste albums van The Beatles door het Odeonlabel op de markt gebracht, zoals in West-Duitsland, Japan, Spanje, Frankrijk en Zuid-Afrika. In sommige markten werd de naam van Apple Records, het 'eigen merk' van The Beatles, pas in 1971 geïntroduceerd en werd het gebruik van de naam Odeon zelfs hersteld in 1976.
Directe EMI/HMV-exporten naar de Verenigde Staten, waar het label van His Master's Voice onder RCA Victor valt, werden voorzien van stickers met de naam van Odeon.